# Fleetwing
Fleetwing  is een Amerikaanse stomme film uit 1928 onder regie van Lambert Hillyer met in de hoofdrollen Barry Norton, Dorothy Janis, Ben Bard en Bob Kortman. Destijds werd de film in Nederland uitgebracht onder de titel De prins en het dansmeisje. De film is wellicht zoekgeraakt.

## Verhaal
De jonge Arabier Jaafor vangt een prachtig paard en een slavin genaamd Thurya. Zijn geluk is van korte duur wanneer het meisje verkocht wordt aan een wrede sjeik. Hij probeert haar te bevrijden maar wordt gevangen genomen. De aanval van een vijandige stam is echter zijn redding: de sjeik wordt gedood en de stam van Jaafor viert zijn huwelijk met Thurya.

## Rolverdeling
| Acteur            | Personage      |
| ----------------- | -------------- |
| Barry Norton      | Jaafor         |
| Dorothy Janis     | Thurya         |
| Ben Bard          | Metaab         |
| Bob Kortman       | Auda           |
| Erville Alderson  | Trad Ben Sabam |
| James H. Anderson | Mansoni        |
| Blanche Friderici | Furja          |